# Super Mario 3D Land
Super Mario 3D Land es un videojuego de plataformas de la serie Super Mario desarrollado y distribuido por Nintendo para la Nintendo 3DS. Salió a la venta en todo el mundo en noviembre de 2011, siendo el primer juego de Mario lanzado para 3DS.
Super Mario 3D Land es único entre otras entregas de la serie, ya que combina elementos tradicionales de desplazamiento lateral en 2D con los de libre movimiento modernos en 3D. También presenta nuevas mecánicas y potenciadores de poder. La historia principal es similar a la de anteriores títulos de Super Mario y se centra en los esfuerzos de Mario por rescatar a la Princesa Peach, quien ha sido secuestrada por Bowser.
Los críticos de videojuegos lo aclamaron por su creatividad y diseño técnico, aunque la utilización del efecto 3D en las mecánicas tuvo una acogida más desigual. Al 31 de marzo de 2024, el juego fue un éxito comercial, habiendo vendido 12,88 millones de copias en todo el mundo, lo que lo convirtió en el séptimo juego más vendido para 3DS. También fue el primer juego de 3DS en vender más de cinco millones de copias. Nintendo lanzó el juego como título descargable a través de Nintendo eShop en 2012. Se lanzó una secuela, titulada Super Mario 3D World, para Wii U en noviembre de 2013 y para Nintendo Switch en febrero de 2021.

## Sistema de juego
Super Mario 3D Land es un videojuego de plataformas descrito por Shigeru Miyamoto como «un Mario en 3D que se juega como uno en 2D». De esta manera, combina los elementos de los videojuegos tradicionales de desplazamiento lateral, como los niveles lineales, con los de los títulos modernos de mundo abierto, como mover a Mario en tres dimensiones y realizar diversas acciones. Al igual que en las antiguas entregas de desplazamiento lateral, el sistema de salud se basa en que Mario se encoge al recibir daño de enemigos o peligros, hay un botón «Dash» dedicado en lugar de utilizar la entrada analógica para determinar la velocidad de desplazamiento, y el recibir daño como «Mario Pequeño» hace que se pierda una vida. El personaje también ha aprendido dos nuevos movimientos: el giro de barril y el salto acrobático, el primero de los cuales puede usarse para romper bloques de forma similar a saltar a los bloques desde abajo o golpear el suelo, y el segundo permite cubrir mucho terreno horizontal en un solo salto. Super Mario 3D Land utiliza un objetivo de fase similar a los de desplazamiento lateral mencionados anteriormente, en el que el objetivo de cada es alcanzar y agarrar el «Poste de Meta» al final, dentro del límite de tiempo.
El título ofrece una serie de objetos tradicionales de la serie, como el Super Champiñón, la Flor de Fuego y la Super Estrella, junto con nuevos potenciadores que otorgan trajes especiales y le conceden nuevas habilidades. De Super Mario Bros. 3 regresa la Súper hoja, que otorga el traje Tanooki, que le permite flotar en el aire y atacar con la cola, con una variante posterior que también le permite transformarse en estatua al realizar un golpe contra el suelo. El jugador puede reservar un potenciador adicional, que puede recuperarse tocando el objeto visible en la pantalla táctil.
Otros objetos son la Flor Bumerán, que permite lanzar un búmeran con los que puede recoger objetos fuera de su alcance y atacar a los enemigos; la Caja de hélice, que permite alcanzar lugares altos; y la Caja Premio, que da monedas extra mientras camina en ella. La Hoja de Invencibilidad, que aparece después de que el usuario muera cinco veces en un nivel, otorga invencibilidad y habilidades del Traje Tanooki; mientras que el Ala-P, que aparece después de que muera diez veces, y lo envía directamente al final, cerca del Poste de Meta. (La hoja de invencibilidad y el ala-P solo están disponibles en los mundos normales). Cada escenario contiene tres medallas de estrella ocultas que son necesarias para desbloquear determinadas fases. La pantalla del mapa también contiene Casas de Toad, donde se pueden visitar a Toad y recibir objetos adicionales, y Cajas Misteriosas, donde se pueden conseguir más Medallas Estrella. Después de superar el juego una vez, se desbloquea un conjunto de etapas «Especiales», algunos de los cuales contienen desafíos adicionales, como un límite de tiempo de treinta segundos. Despejar el castillo S1 desbloquea a Luigi como personaje jugable, que tiene un manejo ligeramente distinto al de Mario.
Super Mario 3D Land utiliza la tecnología autoestereoscopia de la Nintendo 3DS, que permite percibir la profundidad al ver la pantalla. Aunque está diseñado para no requerir el efecto 3D, algunos obstáculos o puntos de interés son deliberadamente más perceptibles o fáciles cuando el 3D está activado. También utiliza opcionalmente el giróscopo de la 3DS para controlar cañones y prismáticos. Cuenta con la funcionalidad StreetPass, que permite a los jugadores intercambiar Cajas Misteriosas que contienen objetos de bonificación. También ofrece otra casa Toad para que puedan conseguir objetos.

## Trama
Durante una tormenta, un árbol ramificado en forma de cola llamado «Árbol Cola», que se encuentra en los terrenos del castillo de la Princesa Peach, es despojado de todas sus hojas. Las mismas, que resultan ser Superhojas, fueron en realidad robadas por Bowser, que las está utilizando para otorgar Cola de Mapache a sus esbirros, concediéndoles nuevas habilidades como el vuelo limitado. Al principio, Mario y los Toad desconocen esta situación, pero cuando al día siguiente van a inspeccionarlo, descubren una carta de Bowser en la que les informa de que ha secuestrado a la princesa. Mario sale en su persecución para localizar y rescatar a la princesa, y enterase en el proceso de las intenciones de Bowser de utilizar las mencionadas Superhojas robadas. Tras rescatarla, los Toads y Mario regresan al Reino Champiñón con los trajes Tanooki mientras carga con la princesa. Sus acciones conducen a la restauración del Árbol Colas. Sin embargo, una foto cae al suelo revelando a Luigi entre rejas con un Koopa Troopa y Peepa, dando comienzo a la búsqueda de Mario en el Mundo Especial 1.
Después de rescatar a Luigi, Mario y Luigi van en su búsqueda para completar los otros siete mundos Especiales. Después de que ambos completen el nivel del Castillo Especial 8, una nueva carta cae al suelo muy lejos, en una llanura abierta. Los tres Toads que ayudaron a Mario anteriormente la investigan y descubren que Bowser ha secuestrado a Peach una vez más. Después de que sea rescatada una vez más por Luigi y Mario, se encuentra otra foto con Peach vestida con un traje Tanooki.

## Desarrollo

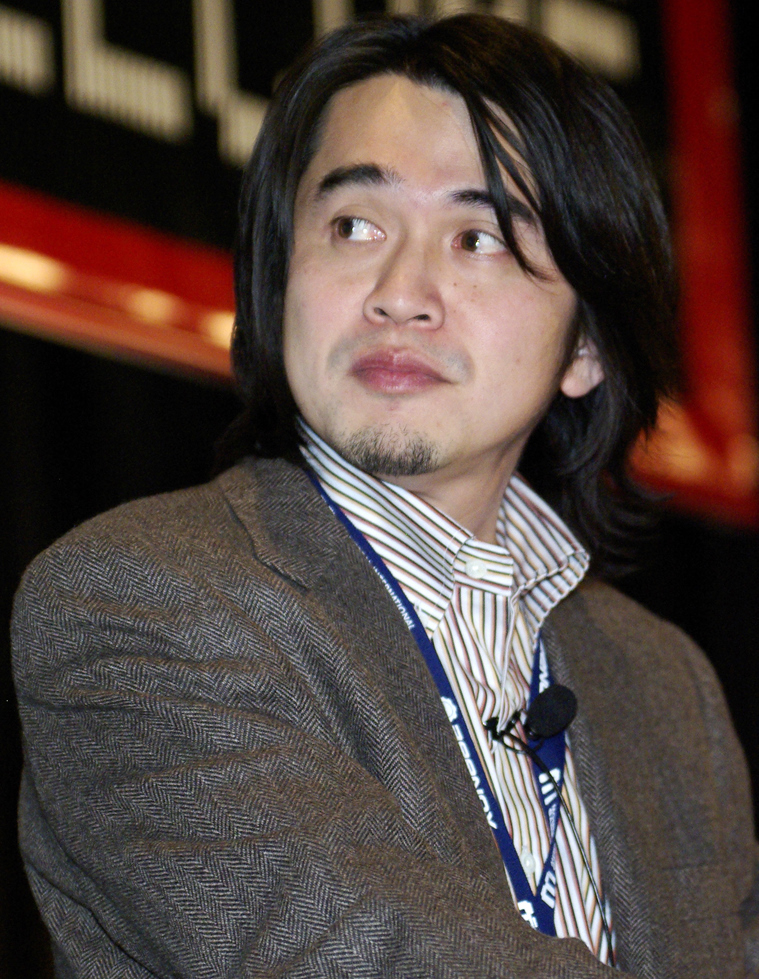
Yoshiaki Koizumi el productor del juego.

Super Mario 3D Land ha sido desarrollado por Nintendo EAD Tokyo, que ya había hecho Super Mario Galaxy y Super Mario Galaxy 2, con la ayuda de Brownie Brown, otra filial de Nintendo. El director del Super Mario Galaxy 2, Koichi Hayashida, dirigió el juego, y la música estuvo compuesta por Takeshi Hama, Mahito Yokota y Asuka Hayazaki (formalmente conocida como Asuka Ohta). Tardó dos años en desarrollarse, partió de un equipo de dos personas y terminó con uno de treinta. Shigeru Miyamoto anunció por primera vez en noviembre de 2010, afirmó que tanto la entrega de Mario en 3D como uno en 2D estaban en proceso para la Nintendo 3DS. Miyamoto describió el videojuego en 3D como «completamente original» y un cruce entre Super Mario Galaxy y Super Mario 64.
Super Mario 3D Land se diseñó para tender un puente entre los Mario en 2D y los en 3D, e influenciado por la filosofía de Miyamoto de mantener la naturaleza divertida de los juegos y asegurarse de que el jugador tuviera la máxima oportunidad de disfrutar de la experiencia. Una de las principales preocupaciones durante la producción era crear un título que atrajera tanto a los fanes de Super Mario como a los de los juegos en 3D. Los niveles se diseñaron de manera que Mario siempre se moviera en una dirección general hacia el objetivo de cada fase, evitando que el jugador se perdiera.

Antiguo logo de Super Mario 3D Land mostrado en la Game Developers Conference de 2011.

Una de las inspiraciones para la creación fueron los avances tecnológicos, que permitieron implementar ciertos elementos que no podían hacerse en anteriores de la franquicia. Satoru Iwata explicó que «desde 1996, cuando Mario apareció en 3D en Super Mario 64, siempre ha sido difícil para los usuarios juzgar cómo saltar y golpear un bloque que flota en un espacio tridimensional», y señaló que la autoestereoscopia de Nintendo 3DS permitía solucionar este problema. El personal, que sólo tenía experiencia en consola y no en dispositivos portátiles, probó primero a jugar a Super Mario Galaxy 2 en un pequeño monitor de televisión. Al comprobar que Mario era demasiado pequeño para verlo y, por tanto, difícil de controlar, el sistema de cámara y el terreno de los escenarios de 3D Land tuvieron que diseñarse para poder verse en la pequeña pantalla de la consola, facilitando así que los jugadores no perdieran de vista al personaje. Algunos aspectos de la mecánica se inspiraron en la franquicia The Legend of Zelda, incluido el funcionamiento de la cámara en determinados momentos. Entre las ideas que finalmente no se incorporaron figuraban un traje de patinador profesional, la posibilidad de cambiar el tamaño de Mario hasta el extremo y una función que sustituía el rostro de la Princesa Peach por otro fotografiado. El título del juego se eligió como homenaje a las entregas de Super Mario Land lanzados en la Game Boy.
El progreso se vio afectado por el terremoto y el tsunami de Tōhoku que tuvieron lugar el 11 de marzo de 2011. El desastre provocó el cierre del transporte público, impidiendo que el personal de Nintendo pudiera desplazarse al trabajo, y la oficina de Tokio permaneció cerrada durante aproximadamente una semana. Hayashida se inspiró en el desastre para animar a su grupo a comunicarse más, organizar la oficina de forma que los miembros del personal pudieran ver y discutir fácilmente el tarea de los demás. También empezó a celebrar reuniones de grupo para probar los niveles de 3D Land. Hayashida mencionó posteriormente que expresó su esperanza de que se inspirara alegría a pesar de la tragedia.
Satoru Iwata reveló el juego en la Game Developers Conference de 2011 y señaló que el logotipo provisional mostraba una cola, mencionando que su propósito se daría a conocer en el E3 2011. Miyamoto declaró posteriormente que «es lo que piensas que es», haciendo alusión al traje Tanooki, un potenciador originalmente de Super Mario Bros. 3. Aunque no se anunció una fecha de lanzamiento exacta, Miyamoto expresó su esperanza de que se estrenara durante 2011. El título fue presentado en la conferencia de prensa de Nintendo en el E3 2011, donde se confirmó la fecha de lanzamiento para 2011, así como la aparición del traje Tanooki. Aunque el ponteciador permite a Mario descender suavemente, a diferencia de Super Mario Bros. 3, no puede volar.
Super Mario 3D Land salió a la venta por primera vez en Japón el 3 de noviembre de 2011. En Norteamérica salió a la venta el 13 de noviembre, Europa el 18 de noviembre y Australia el 24 de noviembre. Se publicó en la Nintendo eShop en 2012.

## Recepción

### Respuesta de la crítica
Super Mario 3D Land fue aclamado por la crítica. Recibió una puntuación agregada del 90,09 % en GameRankings y 90/100 en Metacritic, convirtiéndose en el quinto título de 3DS mejor valorado en este último sitio. Vendió más de 343 000 copias en su primera semana en Japón, ayudo a mover más de 145 000 unidades de Nintendo 3DS. Famitsu le otorgó una nota de 38/40, alabo el diseño de niveles, la accesibilidad para principiantes y el uso de las 3D. IGN le dio una calificación de 9,5 y un premio Editor's Choice, lo llamó de «brillante y adictivo» y afirmó que «los juegos en 3D nunca se habían realizado plenamente hasta ahora». GamesRadar+ lo ha puntuado con un 9/10, alabó su riqueza de contenidos, aunque reprochó la inclusión de un botón para correr y cierta dificultad fácil. Game Informer otorgó a 3D Land una valoración de 9,5/10, aseguró que «está a la altura del nivel de calidad establecido por las entradas anteriores y es fácilmente la mejor razón para tener una 3DS». También elogió el uso del « y los efectos 3D, aunque criticó la falta de variedad en las batallas contra los jefes».
Jeremy Parish de 1UP.com le dedicó una reseña menos favorable, señaló que ciertos aspectos eran demasiado fáciles por naturaleza, y opinó que «un jugador medianamente hábil nunca corre peligro de quedarse sin vidas en Super Mario 3D Land». Sin embargo, señaló que era creativo en su presentación, y ofrecía «nuevos e ingeniosos giros sobre lo conocido hasta la intensidad mordedora de nudillos de las fases finales». Justin Haywald de GamePro le otorgó una nota perfecta, afirmó que Nintendo había sabido captar la estética nostálgica de la serie sin renunciar a la innovación técnica. En su opinión, «por cada fragmento de música familiar o un fondo de escenarios que te recuerda a los títulos de Mario del pasado, tienes nuevas habilidades que usar y secciones de plataformas diseñadas con astucia que parecen completamente únicas», al tiempo que dijo que la inclusión de las 3D era más que nada un truco.
GameSpot declaró que carecía de algunos de los aspectos más creativos de los mejores de la serie, confirmó que las 3D eran en su mayoría opcionales, aunque alabó el sistema de juego como entretenida y de ritmo rápido. Russ Frustick de X-Play considera que es la mejor entrega estrenada hasta la fecha para la consola, alabo el contenido por su sorprendente amplitud y garantiza que es el doble de largo de lo previsto inicialmente. Ganó el premio al «Mejor videojuego portátil» en los Spike Video Game Awards de 2011. Super Mario 3D Land ha sido galardonado con el «Premio al Mejor título de plataforma» y Juego del año 2011 para Nintendo 3DS por GameTrailers. Durante la 15.ª edición de los Interactive Achievement Awards, la Academy of Interactive Arts & Sciences le otorgó el galardón «Entrega portátil del año».

### Ventas
Super Mario 3D Land vendió 3,09 millones de unidades en Estados Unidos en agosto de 2014. En Japón, se comercializaron más de 1,66 millones de unidades hasta el 1 de agosto de 2012. Es el primero de la consola en adquirir más de cinco millones de copias. En total, vendió 12,86 millones en todo el mundo hasta el 30 de septiembre de 2022, convirtiéndolo en el séptimo videojuego más comprado para la 3DS.

### Controversia con PETA
El lanzamiento de Super Mario 3D Land suscitó las críticas de la organización animalista PETA, que creó un juego de navegador titulado Mario Kills Tanooki (Mario mata a Tanooki en español) alegando que el potenciador «traje Tanooki» fomentaba el despellejamiento de animales para obtener su piel. PETA recibió una atención negativa, que dio lugar a una respuesta en la que se afirmaba que se trataba de «una forma irónica y divertida de llamar la atención sobre un tema serio».